# Robert Jacobsen
Robert Julius Tommy Jacobsen (Copenhague, 4 de junio de 1912-Egtved, 26 de enero de 1993) fue un escultor y pintor danés. 
Jacobsen vivió en Francia hasta 1969 y era catedrático de la Akademie der Bildenden Künste en Múnich en Alemania (1962-82). Era catedrático de la Kongelige Danske Kunstakademi en Copenhague (1976-1983). Se exhibían sus obras en la Galería Denise René en París.
Se está planeando la construcción de una escultura de Robert Jacobsen de 72,5 metros de altura en Copenhague en 2012.

## Representaciones
- Musee d'Art Wallon (Liege, Bélgica)
- Museo de Arte Moderna (Sao Paulo, Brasil)
- Von der Heydt Museum (Wuppertal, Alemania)
- Didrichsenin taidemuseo (Helsinki, Finlandia)
- Musee National d'Art Modern (París, Francia)
- Musee des Beaux-Art (Rennes, Francia)
- Fond National d'Art Contemporain (Francia)
- Musee Rodin Paris (Francia)
- Stedelijk Museum (Ámsterdam, Holanda)
- Rijksmuseum Kröller-Müller (Otterloo, Holanda)
- Nationalgalerie (Oslo, Noruega)
- Moderna Museet (Estocolmo, Suecia)
- Musee des Beaux-Art (La Chaux-de-Fonds, Suiza)
- Magyar Nemzeti Muzeum (Budapest, Hungría)
- Museum of Art, Carnegie Institute (Pittsburgh, Estados Unidos)
- Hirshhorn Museum and Sculpture Garden (Washington, Estados Unidos)

- Datos: Q701078
- Multimedia: Robert Jacobsen / Q701078